# Provincia Coyhaique
Coyhaique (Provincia de Coyhaique) este o provincie din regiunea Aisén, Chile, cu o populație de 54.575 locuitori (2012) și o suprafață de 12942,5 km2.